# Florida (Massachusetts)
Flórida é uma vila localizada no condado de Berkshire no estado estadounidense de Massachusetts. No Censo de 2010 tinha uma população de 752 habitantes e uma densidade populacional de 11,81 pessoas por km².

## Geografia
Flórida encontra-se localizado nas coordenadas 42° 40′ 48″ N, 73° 00′ 57″ O. Segundo o Departamento do Censo dos Estados Unidos, Flórida tem uma superfície total de 63.69 km², da qual 63.09 km² correspondem a terra firme e (0.93%) 0.59 km² é água.

## Demografia
Segundo o censo de 2010, tinha 752 pessoas residindo em Flórida. A densidade populacional era de 11,81 hab./km². Dos 752 habitantes, Flórida estava composto pelo 97.07% brancos, o 0.8% eram afroamericanos, o 0.27% eram amerindios, o 0.8% eram asiáticos, o 0% eram insulares do Pacífico, o 0% eram de outras raças e o 1.06% pertenciam a duas ou mais raças. Do total da população o 0.66% eram hispanos ou latinos de qualquer raça.